# Commissie voor de Werkwijze
De Tweede Kamercommissie voor de Werkwijze is een commissie binnen de Tweede Kamer der Staten-Generaal die zich bezighoudt met de werkwijze en interne procedures van de Kamer. De tien commissieleden zijn uit deze Kamer afkomstig, de commissie wordt voorgezeten door de voorzitter van de Tweede Kamer en een griffier biedt ondersteuning.
De commissie behandelt alle voorstellen inzake de wijziging van het Reglement van Orde van de Tweede Kamer. Dit kan bijvoorbeeld de procedures in de plenaire vergadering en de wijze van voorbereiden van wetsvoorstellen en nota's betreffen. Ook ligt er een taak in het voorbereiden van gedachten rondom het bewaken van de kaders die door het Reglement van Orde worden gegeven. Veel vergaderingen worden live online uitgezonden, er worden verslagen van de vergaderingen gemaakt en gepubliceerd.